# Nowogard
Nowogard este un oraș în Polonia.